# Remington Leith
Remington Leith Kropp (Canadá, 5 de mayo de 1994) es un músico, compositor, productor y cantante, conocido mayormente por ser uno de los fundadores y vocalista de la banda canadiense de Fashion-Art Rock, Palaye Royale. Junto con sus hermanos, Sebastian Danzig (guitarrista) y Emerson Barrett (baterista y pianista), formaron la banda en 2008 bajo el nombre de Kropp Circle, para después cambiarlo por Palaye Royale en el verano de 2011.

## Biografía y carrera musical
A pesar de su formación en piano y estudio en teoría musical, Remington no quería ser vocalista, pero terminó tomando el puesto ante la falta de uno. Durante la primera actuación de la banda versionaron una canción de Black Crowes, pero un Remington de tan solo 10 años de edad se quedó absolutamente petrificado, y apenas siendo capaz de cantar. En varias ocasiones ha mencionado que tardó varios años en superar por completo su miedo escénico.
Tras mudarse a Los Ángeles, los hermanos alquilaron una casa, hasta que un día fueron víctimas de robo luego de que los desalojaran. Remington y Emerson tuvieron que alojarse en un hotel con sólo el dinero suficiente para permanecer allí durante 6 días y robando comida en el 7-Eleven que quedaba cruzando la calle. Por suerte, al cuarto día fueron contratados por Sumerian Records.
Como miembro de la banda Palaye Royale, Remington lanzó su primer álbum Boom Boom Room (Side A) el 24 de junio de 2016 bajo el sello Sumerian Records. El álbum incluye 13 pistas más dos pistas extra adicionales. Su segundo álbum, Boom Boom Room (Side B), fue lanzado el 18 de septiembre de 2018. El álbum contiene pistas como «Death Dance» y «I’ll Be Fine». El tercer álbum, The Bastards, fue publicado el 29 de mayo de 2020.

## Discografía

### Discos
- Boom Boom Room (Side A) (2016)
- Boom Boom Room (Side B) (2018) No. 89 US Billboard 200
- The Bastards (2020)
- Fever Dream (2022)

### EP

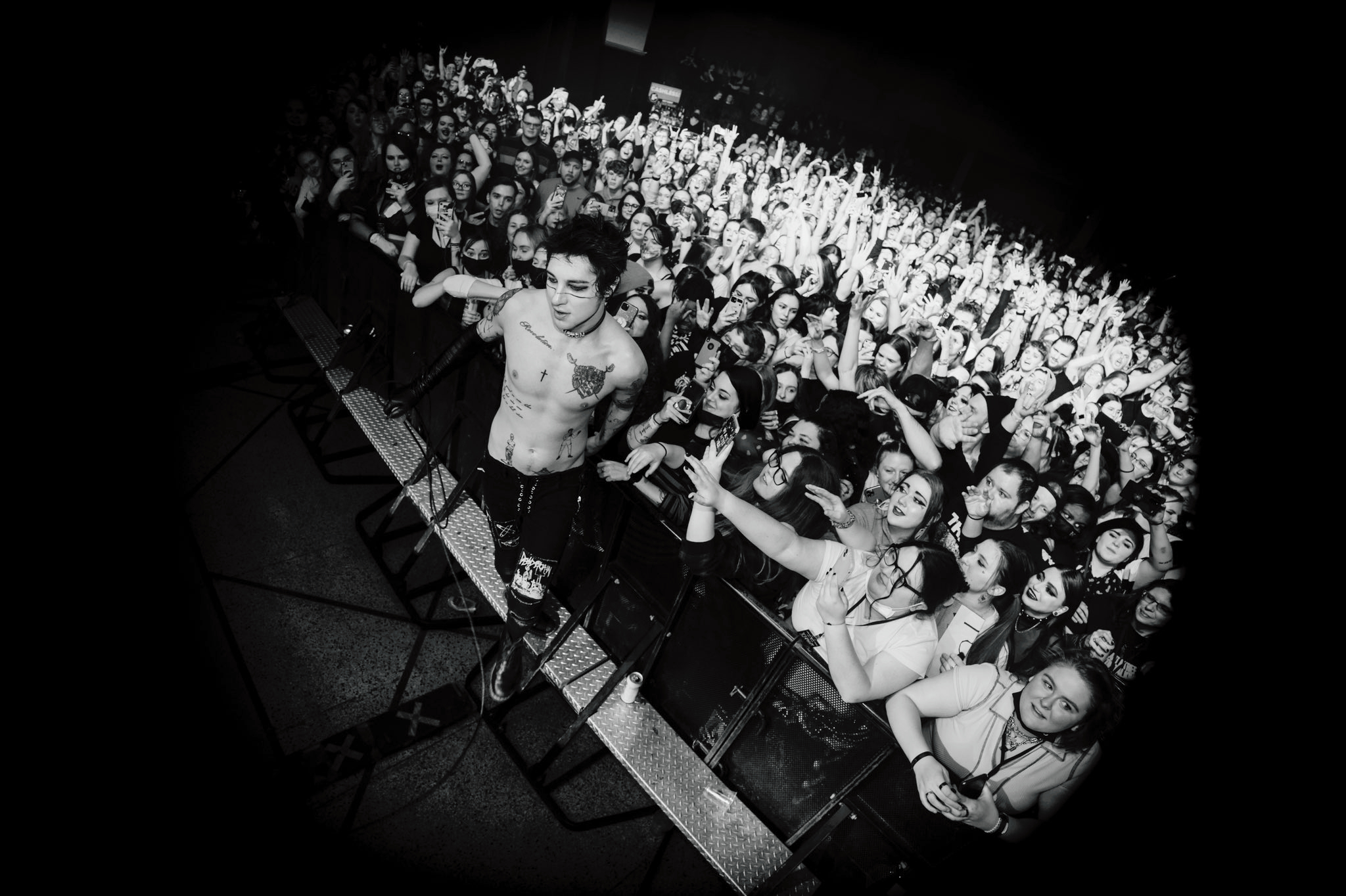
Remington Leith en concierto, febrero de 2022

- The End's Beginning (2013)
- Get Higher / White (2013)

### Singles
- "Morning Light" (2012)
- "Get Higher" (2013)
- "You'll Be Fine" (2018) No. 22 US Mainstream Rock Songs
- "Death Dance" (2018)
- "Mad World" (2020)
- "No Love In LA / Punching Bag" (2021)
- "Paranoid" (2021)